# Parvovirus humà B19
El parvovirus humà B19 és un virus d'hoste humà pertanyent a la família Parvoviridae, va ser descobert accidentalment el 1974 al sèrum d'un donant de sang asimptomàtic mentre es realitzava el tamissatge d'infecció pel virus de l'hepatitis B. Les sigles B19 provenen de l'identificador del grup de donants on va ser trobat el virus (19 del panell B).
En nens d'edat escolar se sol produir l'eritema infecciós o ‘cinquena malaltia’, caracteritzada pel signe de la bufetada (eritema maculopapular simètric a les galtes) encara que també existeix la infecció asimptomàtica. El contacte amb el virus produeix immunitat per a tota la vida.

## Característiques
Es classifica com a eritrovirus pel seu tropisme per precursors eritrocítics en la medul·la òssia. És un virus nu petit (uns 20 kDa), amb ADN monocatenari de polaritat negativa com a àcid nucleic de limitada capacitat codificadora. Té cápside icosaèdrica i és considerablement resistent en l'ambient.

## Patologies
El parvovirus humà B19 s'associa amb diverses malalties a més de l'eritema infecciós, demostrant infeccions esporàdiques o epidèmiques:
- Artritis i altres patologies de les articulacions.
- Hidropesia fetal.
- Cinquena malaltia.
- Crisis anèmiques com l'anèmia aplásica per lisis de precursors de cèl·lules eritrocítiques.

## Epidemiologia
És de distribució mundial, s'estima que un 75 % dels adults són seropositius per al B19, sent major la incidència abans de l'edat de 18 anys, encara que l'exposició al virus continua en la vida adulta.
Afecta a tots dos sexes per igual, i és més comú en nens en edat escolar i preescolar, especialment en la primavera.
El virus pot aïllar-se de mostres faríngies, secrecions respiratòries i en el sèrum de persones malaltes i sanes. El mètode de transmissió és per via respiratòria, parenteral i vertical (de la mare al fetus). Individus amb anticossos B19 (IgG) generalment són considerats immunes contra reinfeccions, encara que és possible veure'n recurrència en una minoria dels casos.

## Tractament
No existeix un tractament antiviral específic. S'ha usat amb algun èxit la immunoglobulina intravenosa.